# Klövagården

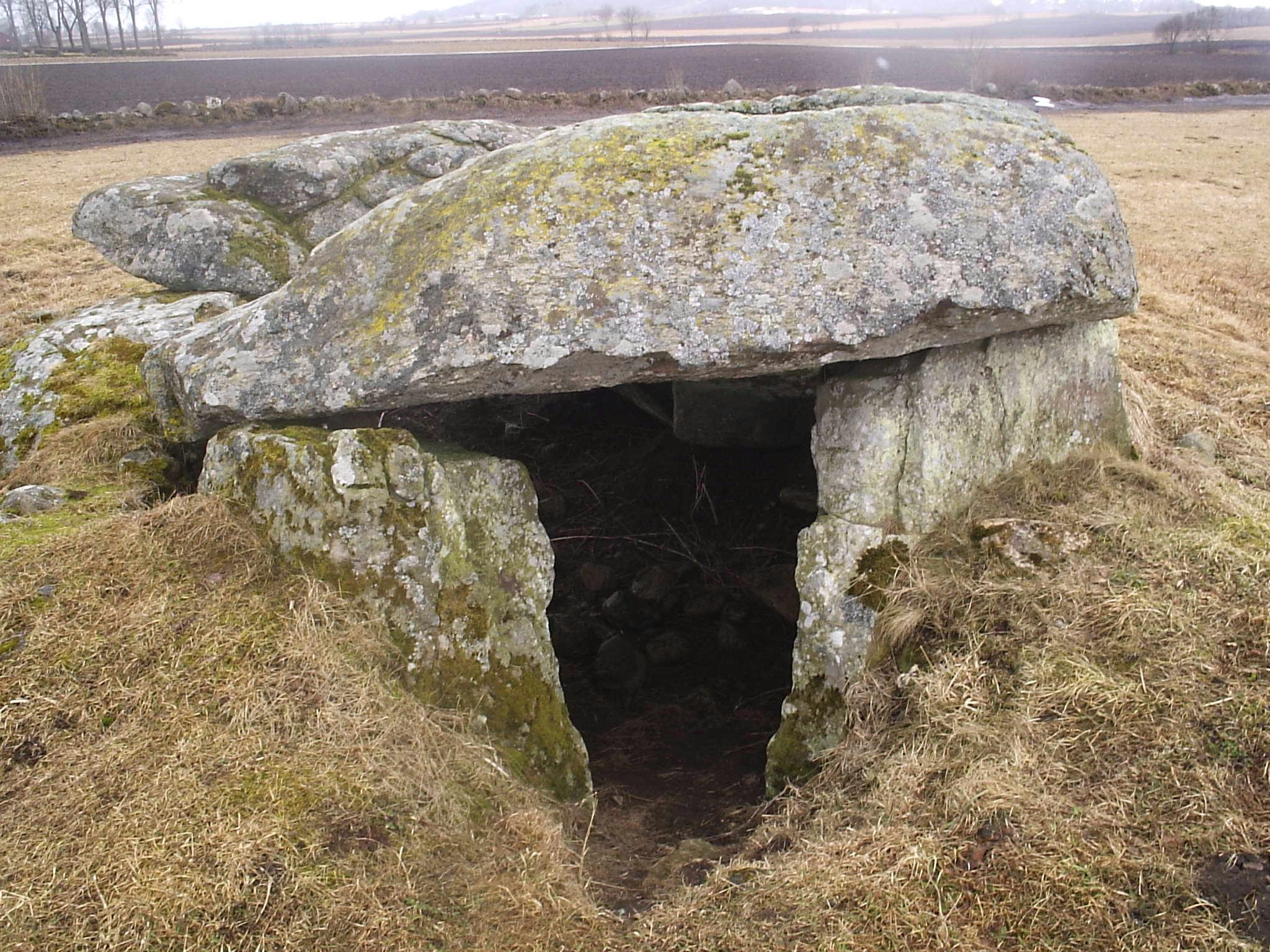
Karleby 57 oder Klövagården

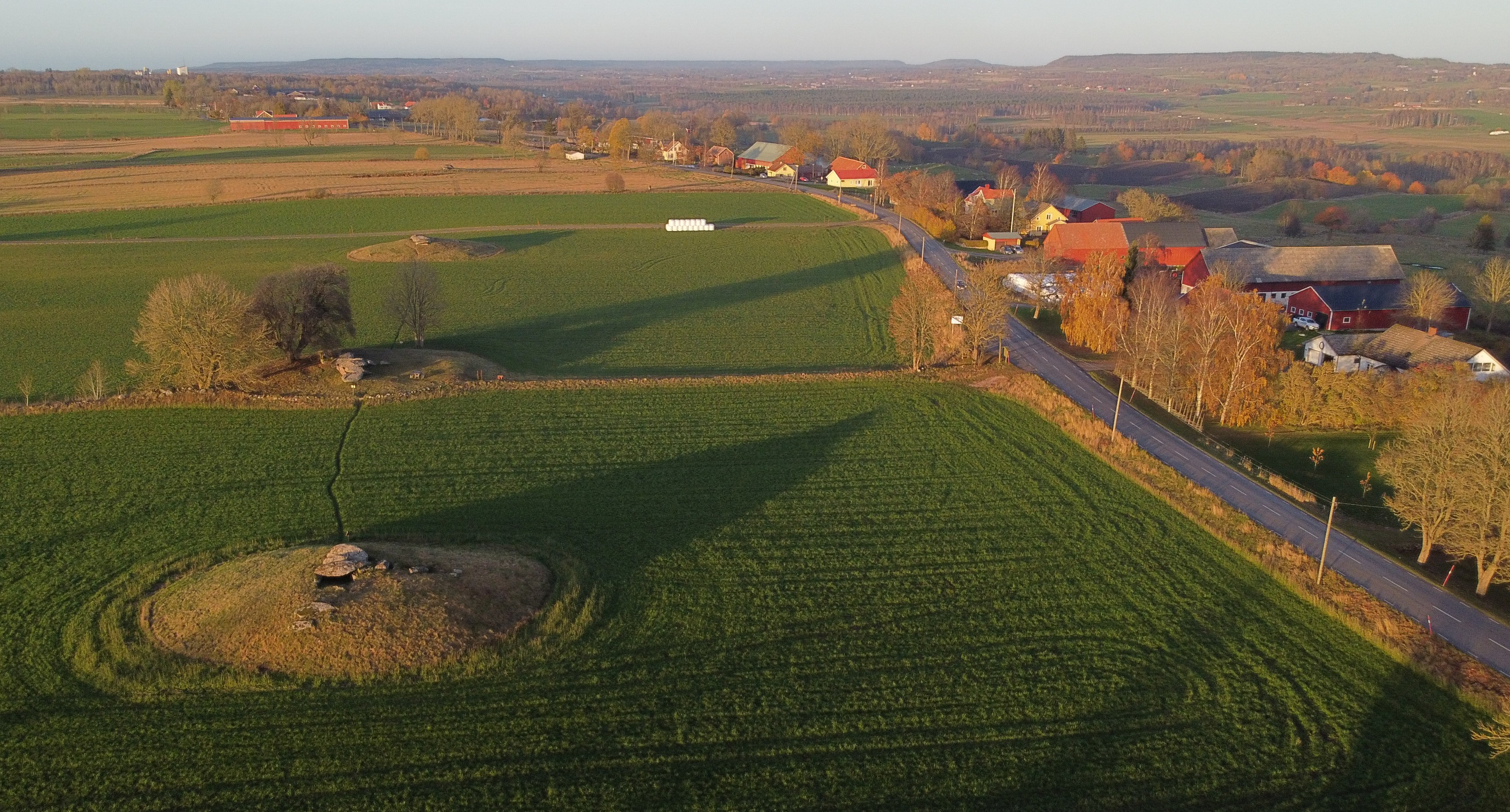
Von oben nach unten – Logårds Kulle, Ragnvalds Grab und Klövagården

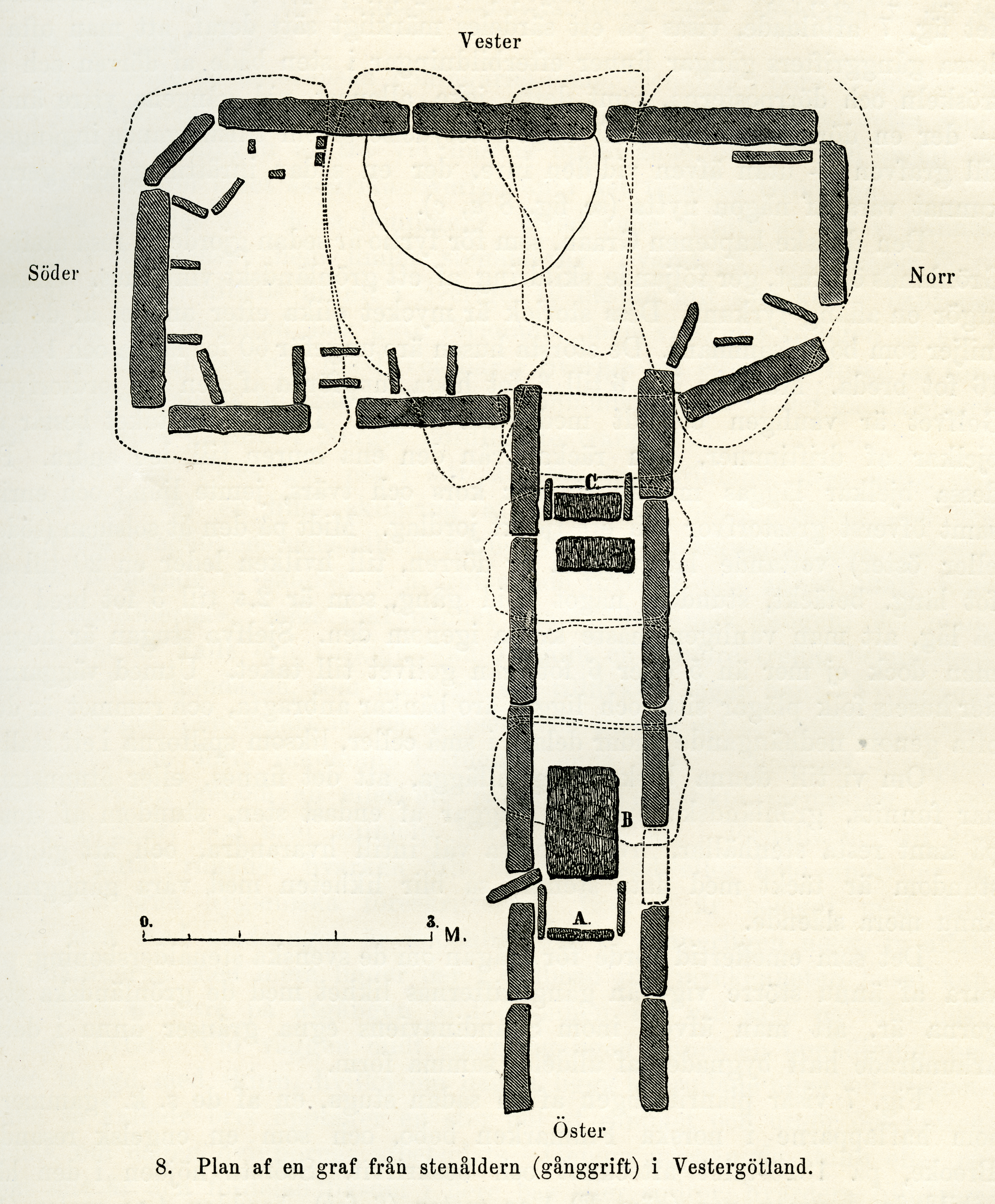
Klövagården, Grundriss

Klövagården (RAÄ-Nr. Karleby 57:1) ist ein Ganggrab der Trichterbecherkultur (TBK) in Karleby bei Falköping  in Västergötland in Schweden.
Klövagården ist der südlichste der drei Hauptstandorte von Megalithanlagen um Karleby. Die zwischen 3500 und 2800 v. Chr. erstellte Anlage liegt in einem etwa 2,7 m hohen Rundhügel von etwa 22 Meter Durchmesser. Das Ganggrab entstand zwischen 3500 und 2800 v. Chr. als Megalithanlage der Trichterbecherkultur (TBK) und ist eine Bauform jungsteinzeitlicher Megalithanlagen, die aus einer Kammer und einem baulich abgesetzten, lateralen Gang besteht. Diese Form ist primär in Dänemark, Deutschland und Skandinavien, sowie vereinzelt in Frankreich und den Niederlanden zu finden.

## Beschreibung
Die etwa rechteckige Kammer des Ganggrabes (schwedisch Ganggrift) ist etwa 6,0 Meter lang und zwischen 2,7 Meter und 2,2 Meter breit. Sie besteht aus 8 großen und einem kleinen Tragstein. Drei von eventuell 5 Decksteinen bedecken die Kammer. Der größte misst 3,6 × 1,7 Meter. Der Gang ist 7 Meter lang und 1,5 Meter breit. Er besteht aus 11 Tragsteinen, auf denen nur noch drei (von mindestens 5) Decksteinen aufliegen. In der Kammer fanden sich Reste von Sektionen.

## Funde
Die Anlage wurde 1872 ausgegraben. Gefunden wurden Bernsteinperlen eine herzförmige Feuersteinpfeilspitze, Abschläge, zerscherbte Keramik und die enthaltenen Knochen von rund 80 Individuen.
In der Nähe liegt Ragnvalds Grab.